# Verbandsliga 1911-1912
L'edizione 1911-12 della Verbandsliga vide la vittoria finale dell'FC Holstein Kiel.
Capocannoniere del torneo fu Fritz Förderer (Karlsruher FV), con 6 reti.

## Partecipanti
| Squadra                    | qualificata come                                        |
| BuEV Danzica               | Campione del Baltischen Rasensport-Verbandes            |
| ATV 1896 Legnica           | Campione del Südostdeutschen Fußballverbandes           |
| Berliner FC Preussen       | Campione del Verbandes Brandenburger Ballspielvereine   |
| Berliner TuFC Viktoria 89  | Detentore del titolo                                    |
| SpVgg 1899 Lipsia-Lindenau | Campione del Verbandes Mitteldeutscher Ballspielvereine |
| FC Holstein Kiel           | Campione del Norddeutschen Fußballverbandes             |
| Cölner BC 01               | Campione del Westdeutschen Spielverbandes               |
| Karlsruher FV              | Campione del Verbandes Süddeutscher Fußballvereine      |

## Fase finale

### Quarti di finale
| BuEV Danzica | 0 – 7 | Berliner TuFC Viktoria 89 |

| SpVgg 1899 Lipsia-Lindenau | 3 – 2 | ATV 1896 Legnica |

| FC Holstein Kiel | 2 – 1 | Berliner FC Preussen |

| Cölner BC 01 | 1 – 8 | Karlsruher FV |

### Semifinali
| Berliner TuFC Viktoria 89 | 1 – 2 dts | FV Holstein Kiel |

| Karlsruher FV | 3 – 1 | SpVgg 1899 Lipsia-Lindenau |

### Finale
| FV Holstein Kiel | 1 – 0 | Karlsruher FV |

## Verdetti
- FC Holstein Kiel campione dell'Impero Tedesco 1911-12.